# Eric Nordemar
Eric Nordemar, egentligen Erik Birger Nordemar, född 20 juli 1908 i Matteus församling i Stockholm, död där 13 april 1985, var en svensk filmklippare och regissör. Han var bror till Olle Nordemar.
Nordemar regisserade endast en kortfilm: Harsprånget Sveriges största kraftbygge (1952). Desto mer aktiv var han som klippare och han kom att klippa 60 filmer mellan 1940 och 1963.
Eric Nordemar är gravsatt i minneslunden på Norra begravningsplatsen i Stockholm.